# Heleioporus albopunctatus
A  Heleioporus albopunctatus  a kétéltűek (Amphibia) osztályának békák (Anura) rendjébe, a mocsárjáróbéka-félék (Limnodynastidae) családjába, azon belül a Heleioporus nembe tartozó faj.

## Előfordulása
Ausztrália endemikus faja. Az ország délnyugati részének óceánparti területein, a Murchison folyótól délre Tambellupig, és keleti irányban a Frank Hann Nemzeti parkig honos. Elterjedési területének mérete nagyjából 157 600 km².

## Szaporodása
A Heleioporus albopunctatus száraz területre helyezi petéit. A hímek akár egy méter mélyre is leásnak az időszakos vízfolyások körüli homokos rétegekben. A nőstényeket ősszel, március-áprilisban hívják énekükkel. A párzás amplexus formájában a föld alatti üregben történik, ahol a nőstény az üreg alján ásott kamrában habágyba helyezi petéit. A fejlődés a közepes fejlettségű ebihalakig magukban a petékben történik, a végső kifejlődés az üregeket elárasztó téli esőktől függ. Az ebihalak kikelése ezután következik be, átalakulásuk a környező vízekben megy végbe.
Egyes esetekben megfigyelték, hogy a petecsomókon az Aphiura breviceps légy lárvái élősködnek, a légy nőstényei az üregekben tartózkodnak, és gyaníthatóan a peték külső burkolatával táplálkoznak. Egy tanulmány szerint az üregeknek mintegy 7%-ában találták meg a légy lárváit, az átlagos peteszám 391 volt, és átlagban a petecsomók 2,8%-ánál találtak bizonyos mértékű mortalitást.

## Populációja
A genetikai vizsgálatok azt mutatják, hogy a faj eloszlása elterjedési területén belül egyenletes, bár a Nyugat-Ausztrália középső búzaövében élő populációk beltenyészete nagy mértékű. Mindez arra utal, hogy az élőhelyek töredezettsége és a környezet sósabbá válása korlátozza a genetikai sokszínűség kialakulását. A Nyugat-Ausztrália középső búzaövében folytatott jelölés-visszafogás módszert (mark-recapture) alkalmazó átfogó vizsgálat alacsony mértékű visszafogott egyedet (0,05–0,45) talált az egyes évek között, és becslések szerint a túlélési arány 0,34–1 közé tehető. A tanulmány következtetése szerint a túlélési arány általánosan magas, és a fajok határozottan megváltozott környezet esetén is képesek fennmaradni. Egy további, erdős területtől teljesen kiirtott területig, 24 populációt vizsgáló populáció-életképeségi elemzés szerint a szétszórt metapopulációkkal összekötött békapopulációk kihalása kevésbé valószínű, mint az elszigetelteké. Ugyanez a tanulmány arra is rávilágított, hogy a populációk túlélése szempontjából a fiatal békák a legfontosabbak, és az egyes populációk még száraz körülmények között is képesek fennmaradni, ha a szaporodásra használt pocsolyákat jól választják meg, és azok nem száradnak ki túlságosan hamar.

## Természetvédelmi helyzete
A vörös lista a nem fenyegetett fajok között tartja nyilván.